# Trude Eipperle
Trude Eipperle (Stuttgart, 27 de gener de 1908 – Stuttgart, 18 d'octubre de 1997) fou una soprano alemanya.

## Biografia
Trude Eipperle va rebre la seva formació artística a la "Musikhochschule Stuttgart" amb Karl Lang. Des d'allà va arribar com a aprenent al llavors "Württembergisches Landestheater". Va rebre el seu primer compromís a Wiesbaden el 1929. De 1930 a 1934 i de nou de 1935 a 1937 va cantar al "Stadttheater" de Nuremberg, 1934-1935 o 1937 al Teatre Braunschweig. El 1937 va arribar a la "Staatsoper Stuttgart", on va romandre durant les tres temporades següents. De 1938 a 1944 va treballar a la Staatsoper de Múnic. El 1944, Eipperle va formar part de la "Gottbegnadeten-Liste" del Ministeri d'Il·lustració i Propaganda Pública del III Reich.
De 1945 a 1951 va ser primera soprano a l'Òpera de Colònia i des de 1951 fins al seu comiat escènic el 1965 va tornar a ser membre de la "Staatsoper Stuttgart", on també va ser nomenada membre honorari.
Ha actuat en tots els principals teatres lírics europeus, es va presentar al Festival de Salzburg (1942 com Zdenka a Arabella de Richard Strauss) i al Festival de Bayreuth (1952 com Eva a Els mestres cantaires de Nuremberg).
El seu repertori incloïa els grans rols en òperes de Mozart (Donna Anna a Don Giovanni, Comtessa a Les noces de Fígaro, Pamina a La flauta màgica), de Richard Strauss (Arabella, Marschallin a Der Rosenkavalier, Kaiserin a Die Frau ohne Schatten (La dona sense ombra) i de Richard Wagner (Elsa a Lohengrin, i Elisabeth a Tannhäuser). En el camp italià va brillar en òperes de Giacomo Puccini (Mimí a La Bohème, Madame Butterfly, Liu a Turandot) i Giuseppe Verdi (Desdemona a Otello, Elisabeth a Don Carlo). També va tenir èxit com a cantant de concerts i oratoris.
El 18 de juliol de 1975 es va fundar la "Fundació Trude Eipperle Rieger" amb seu a Aalen-Unterkochen. En la seva temàtica, aquesta fundació persegueix exclusivament finalitats sense ànim de lucre i benèfiques per a la promoció de l'educació i les arts, la promoció de la ciència, institucions culturals a la zona del districte d'Aalen d'Unterkochen, el suport de pobles infantils i donacions a altres institucions sense ànim de lucre que persegueixen finalitats similars a la fundació.

## Discografia (selecció)
A partir de 1942 relativament pocs enregistraments per a la Deutsche Grammophon Gesellschaft. No obstant això, s'han publicat nombrosos enregistraments radiofònics amb ella en LP i CD.
- Trude Eipperle, Ein Sängerporträt. Aufnahmen 1942–1959 (Bayer Records).
- Gabriel/Eva de Joseph Haydn: Die Schöpfung (La creació). Wien 1942, Dir.: Clemens Krauss.
- Sandrina de Mozart: La finta giardiniera 1956, Dir.: Josef Dünnwald (Myto).
- Pamina de Mozart: Die Zauberflöte (La flauta màgica). Stuttgart 1937. Dir.: Joseph Keilberth (Cantus Classics).
- part de soprano Hans Pfitzner: Von deutscher Seele 1945, Dir.: Clemens Krauss (Preiser).
- Mimi de Giacomo Puccini: La Bohème. München 1940, Dir.: Clemens Krauss (Cantus Classics).
- Liù de Giacomo Puccini: Turandot. Stuttgart 1938, Dir.: Joseph Keilberth (Cantus Classics).
- Rosalinde de Johann Strauss: Die Fledermaus. Frankfurt 1936, Dir.: Hans Rosbaud (Koch)
- Laura de Giuseppe Verdi: Luisa Miller, Dresden 1944, Dir.: Kurt Elmendorff (Preiser).
- Irene de Richard Wagner: Rienzi. Frankfurt 1950, Dir.: Winfried Zillig (Cantus Classics).
- Elisabeth de Richard Wagner: Tannhäuser. Frankfurt 1949. Dir.: Kurt Schröder (Gebhardt).
- Elsa de Richard Wagner: Lohengrin. 1951, Dir.: Richard Kraus (Rococo).